# NGC 3539
NGC 3539 (również PGC 33799) – galaktyka soczewkowata (S0), znajdująca się w gwiazdozbiorze Wielkiej Niedźwiedzicy. Odkrył ją John Herschel 13 kwietnia 1831 roku. Jest to galaktyka z aktywnym jądrem typu LINER.